# قلعة كيلكيا

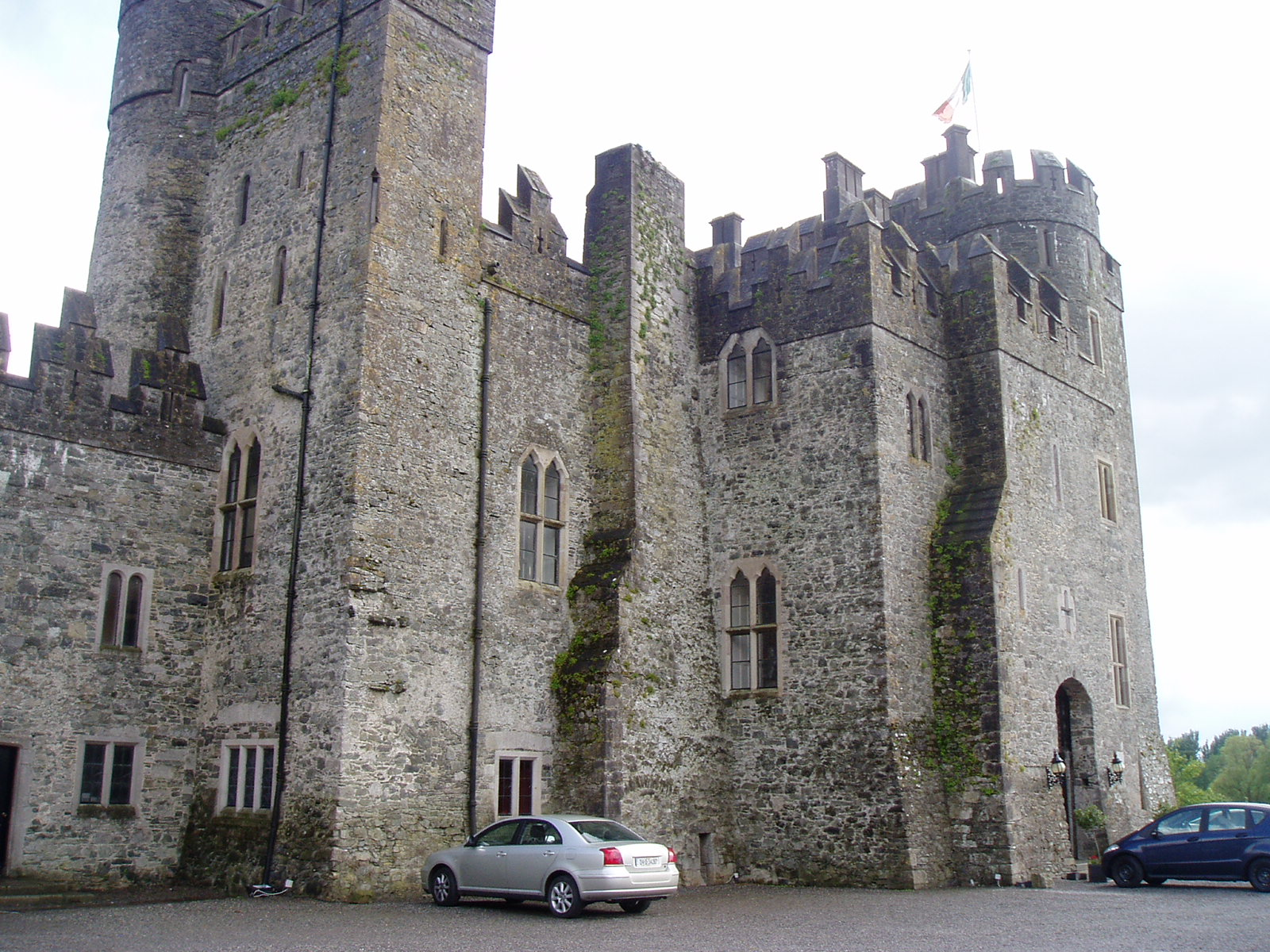
قلعة كيلكا (صورة أمامية)

قلعة كيلكيا قلعة تقع على بعد 5 كيلومتر (3.1 ميل) شمال غرب كاستلدرموت، مقاطعة كيلدير، أيرلندا بالقرب من قرية كيلكيا على الطريق الإقليمي R418 من آثي إلى تولو. كانت القلعة مسكن في القرون الوسطى لعائلة فيتزجيرالد، والإيرل كيلدير.

## التاريخ
بنى السير والتر دي ريدلسفورد قلعة كيلكيا عام 1180.
استخدم السير توماس دي روكبي، قاضي أيرلندا، القلعة كقاعدة عسكرية له، وتوفي فيها عام 1356.

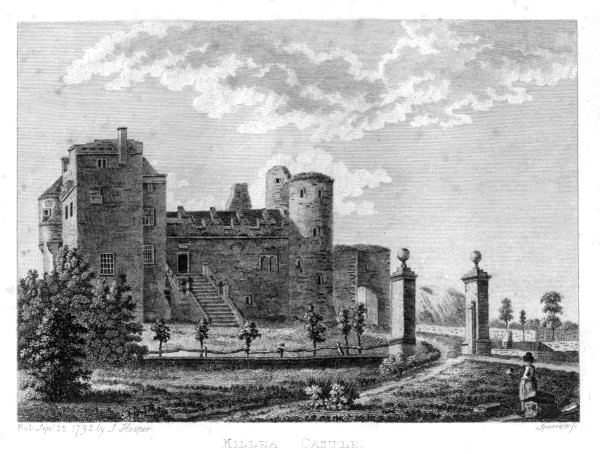
رسمة عن القلعة نشرت عام 1791

ترتبط القلعة بشكل خاص بجيرالد، إيرل كيلدير الحادي عشر المعروف باسم «ساحر إيرل»
في أوائل القرن الثامن عشر، قرر إيرل كيلدير التاسع عشر جعل كارتون هاوس مقعدًا عائليًا واستأجر قلعة كيلكيا لسلسلة من المستأجرين. كان أحد هؤلاء المستأجرين توماس رينولدز، تاجر الحرير في دبلن، الذي كان «صديقًا» للورد إدوارد فيتزجيرالد، الذي أصبح رينولدز من خلاله إيرلنديًا متحدًا، ليصبح مخبرًا فقط.
لم يمنع دوره كمخبر القلعة (التي تم تجديدها قبل ذلك بوقت قصير) من قبل الجيش أثناء التمرد.   بعد بيع بيت الكرتون عام 1949، أصبحت قلعة كيلكيا مقر دوق لينستر الثامن.

## التطورات
تم بيع القلعة والعقار من قبل عائلة فيتزجيرالد في أوائل الستينيات. تم تشغيل قلعة كيلكيا كفندق لعقود، لكن نتيجة للأزمة المالية الأيرلندية تم إغلاقها وطرحت للبيع في عام 2010. تم شراؤها من قبل رجل الأعمال الأمريكي، جاي كاشمان، وأعيد فتحها كمنتجع.